# Euclidia angulosa
Euclidia angulosa là một loài bướm đêm trong họ Erebidae.